# Miss Universo 1961
Miss Universo 1961 foi a décima edição do concurso Miss Universo, realizada em 15 de julho de 1961 no Miami Beach Auditorium, em Miami Beach, Flórida, nos Estados Unidos. Candidatas de 48 países e territórios competiram pelo título. No final do evento, a Miss Universo 1960, Linda Bement, dos Estados Unidos, coroou a alemã Marlene Schmidt como sua sucessora.
Schmidt, uma refugiada na Alemanha Ocidental depois de fugir da nativa Alemanha Oriental, loira, de olhos negros, 1, 73 m e 24 anos, era uma engenheira elétrica que trabalhava numa fábrica de rádios por US$54 dólares semanais. Entrou no concurso estadual de beleza de Baden-Württemberg motivada pelo carro oferecido como prêmio máximo, venceu e além do carro conquistou o direito de representar a região no Miss Alemanha, realizado em Baden-Baden.
Marlene venceu o concurso nacional, onde foi considerada uma "figura de Botticelli", e foi para os Estados Unidos representar o país no Miss Universo. Competindo com outras 47 candidatas de todo o mundo, ela primeiramente foi a décima alemã consecutiva a passar para as semifinais, algo inédito até então. Mais que isso, acabou vencendo o concurso sobre a galesa Rosemarie Frankland, tornando-se a primeira – e única até hoje – alemã a ser coroada Miss Universo.
Sua vitória, acontecida no auge da Guerra Fria, sendo uma refugiada alemã no Ocidente, foi considerada uma humilhação para o líder alemão-oriental Walter Ulbricht, num ano em que levas de alemães do lado comunista cruzavam as fronteiras fugindo para a Alemanha Ocidental. A imagem de Schmidt coroada em Miami, distribuída ao redor do mundo, mostrava um mundo de oportunidades e glamour jamais imaginado por qualquer menina de um país comunista. Para os governos comunistas, porém, a imagem representava apenas uma peça de propaganda própria, em que criticavam a superficialidade de uma sociedade comercial.
As misses do País de Gales, Argentina, Inglaterra e Estados Unidos, eleita no dia anterior no concurso nacional Miss USA, completaram o Top 5. O nivel desta edição foi tão alto que Rosemarie Frankland, a segunda colocada do País de Gales, foi eleita Miss Mundo meses depois em Londres, representando o Reino Unido.

## Resultados
| Colocação          | Candidata |
| ------------------ | --- |
| Miss Universo 1961 | - Alemanha — Marlene Schmidt |
| 2.ª colocada       | - País de Gales — Rosemarie Frankland |
| 3.ª colocada       | - Argentina — Adriana Gardiazábal |
| 4.ª colocada       | - Inglaterra — Arlette Dobson |
| 5.ª colocada       | - Estados Unidos — Sharon Brown |
| Top 15             | - Chile — María Gloria Silva - Coreia do Sul — Seo Yang-hee - Escócia — Susan Jones - França — Simone Darot - Islândia — Kristjana Magnusdóttir - Peru — Carmela Bedoya - Taiwan — Wang Li-Ling - Israel — Atida Pisanti - Suécia — Gunilla Knutsson - Suíça — Liliane Burnier |

### Prêmios especiais

#### Miss Simpatia
- Vencedora:  Grécia — Eleftheria Deloutsi.

#### Miss Fotogenia
- Vencedora:  Estados Unidos — Sharon Brown.

## Candidatas
Em negrito, a candidata eleita Miss Universo 1961. Em itálico, as semifinalistas.
| - ' África do Sul - Marina Christelis - Alemanha - Marlene Schmidt (1°) - Argentina - Adriana Gardiazábal (3°) - Áustria - Ingrid Bayer - Bélgica - Nicole Ksinozenicki - Myanmar - Myint Myint Khin - Bolívia - Gloria Soruco Suárez - Brasil - Staël Abelha - Canadá - Wilda Reynolds - Sri Lanka - Ranjini Nilani Jayatilleke - Chile - María Gloria Silva (SF) - Colômbia - Patricia Whitman (MF) - Coreia do Sul - Seo Yanghee (SF) - Cuba (Livre) - Martha Vieta - Dinamarca - Jyette Nielsen - Equador - Yolanda Charvet - Escócia - Susan Jones (SF) - Espanha - Pilar Gil Ramos - Estados Unidos - Sharon Brown (5°, MF) - Finlândia - Ritva Wächter - França - Simone Darot (SF) - Grécia - Eleftheria "Ria" Deloutsi (MS) - Guatemala - Anabelle Sáenz - Holanda - Gita Kamman | - Ilhas Virgens - Priscila Bonilla - Inglaterra - Arlette Dobson (4°) - Irlanda - Jean Russell - Islândia - Kristjana Magnusdóttir (SF) - Israel - Atida Pisanti (SF) - Itália - Vivianne Romano - Jamaica - Margaret Lewars - Japão - Akemi Toyama - Líbano - Leila Antaki - Luxemburgo - Vicky Schoos - Madagáscar - Jacqueline Robertson - Marrocos - Irene Gorsse - Noruega - Rigmor Trengereid - País de Gales - Rosemarie Frankland (2°) - Paraguai - Cristina Perreira - Peru - Carmela Bedoya (SF) - Porto Rico - Enid del Valle - Taiwan - Wang Li-Ling (SF) - Rodésia - Jonee Sierra - Suécia - Gunilla Knutsson (SF) - Suíça - Liliane Burnier (SF) - Turquia - Giseren Uysal - Uruguai - Susanna Ferrari - Venezuela - Ana Griselda Albornoz |

- Pela primeira vez desde 1954, quando iniciou sua participação no Miss Universo, a Miss Brasil não passou às semifinais. Foi o que aconteceu com a mineira Staël Abelha, que desfilou em Miami com desinteresse pelo concurso e renunciou ao título ao voltar ao país, para casar-se.[7]
- Carmela Bedoya (Peru) é mãe da atriz Ana Patrícia Rojo.